# Бугаева, Екатерина Антоновна
Екатерина Антоновна Бугаева (31 декабря 1913 года, село Томаковка, Екатеринославский уезд, Екатеринославская губерния, Российская империя — 4 декабря 1995 года, село Беленькое, Запорожский район, Запорожская область, Украина) — звеньевая колхоза имени Кирова Верхне-Хортицкого района Запорожской области, Украинская ССР. Герой Социалистического Труда (1948).

## Биография
Родилась в 1913 году в крестьянской семье в селе Томаковка Екатеринославской губернии. Окончила школу в селе Беленькое Запорожской области. После Великой Отечественной войны трудилась звеньевой полеводческого звена в колхозе имени Кирова (с 1959 года — колхоз имени Ильича) Верхне-Хортицкого района.
В 1947 году звено Екатерины Бугаевой получило в среднем по 31,1 центнеров пшеницы с каждого гектара на участке площадью 8 гектаров. Указом Президиума Верховного Совета СССР от 16 февраля 1948 года «за получение высоких урожаев пшеницы, ржи, кукурузы и сахарной свёклы, при выполнении колхозом обязательных поставок и натуроплаты за работу МТС в 1947 году и обеспеченности семенами зерновых культур для весеннего сева 1948 года» удостоена звания Героя Социалистического Труда с вручением ордена Ленина и золотой медали «Серп и Молот».
После выхода на пенсию проживала в селе Беленькое Запорожской области, где скончалась в 1995 году.
Награды
- Герой Социалистического Труда
- Орден Ленина
- Орден Трудового Красного Знамени (18.05.1949)